# Макаров, Сергей (акробат)
Сергей Макаров — советский спортсмен, обладатель Кубка мира по спортивной акробатике.

## Биография
Тренировался в Тольятти у Виталия Гройсмана.

## Достижения
В августе 1981 года тольяттинская мужская четвёрка в составе Гусев — Макаров — Шохин — Хафизов выиграла чемпионат СССР в Тбилиси и завоевала право выступить на кубке мира, проходившем в Швейцарии, где стала второй в многоборье и первой в обоих упражнениях.
В 1982 году стал чемпионом РСФСР.